# 辣子瓜属
辣子瓜属（学名：Cyclanthera）是葫芦科下的一个属。该属共有39种，多分布于热带美洲。